# Vittangi
Vittangi est une localité de la commune de Kiruna dans le comté de Norrbotten en Suède.
Sa population était de 759 habitants en 2019.